# Эверетт, Дэнни
Дэниэл Джозеф «Дэнни» Эверетт (род. 1 ноября 1966 года, Ван-Алстайн, Техас, США) — американский легкоатлет, выступавший в беге на 400 м и эстафете 4×400 м. Олимпийский чемпион и чемпион мира в эстафете.
На Олимпийских играх 1988 года в Сеуле в возрасте 21 года завоевал бронзовую медаль на дистанции 400 м и стал олимпийским чемпионом в составе команды США в эстафете 4×100 м. На чемпионате мира 1991 года в Токио завоевал бронзу на дистанции 400 м.
На отборочных соревнованиях 1992 года в олимпийскую сборную США Эверетт показал результат 43,81 с, став одним из немногих атлетов, пробежавших дистанцию 400 м быстрее 44 секунд. На тот момент это был второй результат в истории лёгкой атлетики. Однако на Олимпийских играх 1992 года в Барселоне, будучи фаворитом соревнований, он в предварительном забеге получил травму и выбыл из соревнований.
Личный рекорд Эверетта на дистанции 200 м установлен в июне 1990 года и составляет 20,08.
В настоящее время живёт в Южной Калифорнии, тренирует легкоатлетическую команду Roadrunners Track Club города Охай.